# Oscar Buneman
Oscar Buneman (Milán, 28 de septiembre de 1913-Los Altos Hills, 24 de enero de 1993) fue un físico británico considerado pionero de la física computacional del plasma y la simulación de plasma que logró avances en ciencias, ingeniería y matemáticas.

## Biografía
Nació en Milán, Italia, el seno de una familia mercantil de origen alemán. En 1935, debido al avance del nazismo se mudó a Reino unido, donde obtuvo una licenciatura, una maestría y un doctorado en matemáticas por la Universidad de Manchester.
En 1940, al finalizar su doctorado con Douglas Hartree, se unió al grupo de investigación de magnetrones de Hartree para ayudar en el desarrollo del radar durante la Segunda Guerra Mundial. Descubrieron el criterio de Buneman-Hartree para el umbral de voltaje de una operación con magnetrón. Después de la guerra, desarrolló teorías y simulaciones de disipación de corrientes sin colisiones denominada inestabilidad de Buneman. Este es un ejemplo de resistividad o absorción anómala. Es anómalo porque el fenómeno no depende de colisiones. Avanzó los métodos de resolución de ecuaciones elípticas y sus aplicaciones asociadas (así como para las transformadas rápidas de Fourier).
Durante varios años trabajó como profesor de matemáticas en la Universidad de Cambridge y más tarde fue catedrático de ingeniería eléctrica en la Universidad Stanford, donde dirigió un Instituto de Investigación del Plasma.

### Vida personal
El 24 de enero de 1993, falleció a la edad de 79 años cerca de la Universidad Stanford en Los Altos Hills, California. Su hijo es el informático Peter Buneman.

## Publicaciones
- Buneman, O., " Procedimientos de diferencia de tiempo reversible ". Revista de Física de Computadoras. 1, 517 (1967).
- Buneman, O., " Un solucionador de poisson compacto no iterativo ". Informe SUIPR 294, Universidad de Stanford (1969).
- Buneman, O., " Procedimientos numéricos rápidos para experimentos informáticos sobre plasmas relativistas, en "Relativistic Plasmas (The Coral Gables Conference) ", Benjamin, NY, 1968.
- Buneman, O. y et al., " Principios y capacidades de las simulaciones de partículas EM en 3D ". Revista de Física Computacional. 38, 1 (1980).